# コカ
コカまたはコカノキ（学名Erythroxylum coca）は、コカノキ科コカ属の常緑低木樹。南アメリカなどが原産。
南米の最古の栽培植物のひとつ。葉から成分のコカインが抽出できる。葉は、伝統的に嗜好品として嗜まれてきた。
南米では他にも葉が嗜好品として用いられ興奮作用があるものに、カートがある。

## 特徴
原産地域は、南アメリカ、メキシコ、インドネシア、西インド諸島である。
高さは2 - 3メートルになる。葉は楕円形で両端が尖り、裏の葉脈の両側に2条の縦条が入る。花は5弁で黄白色、果実は熟せば赤くなる。

## 語源
南米の原住民のアイマラ族では、アイマラ語で木を意味する Khoka と呼ばれ、この言葉が現代のコカ(coca)という呼称の源流となる。

## 嗜好品としてのコカの葉
葉からコカイン（局所麻酔薬、興奮剤、麻薬）を抽出できる。一部の国（主に南米）では主に高山病対策として葉を茶として飲用するなど、一種の嗜好品や薬用として伝統的に利用されている。
コカの葉自体はコカイン濃度が薄いため、依存性や精神作用は、抽出されたコカインに比較して弱い。
古代文明では、宗教や儀式といった理由からコカの葉が使用されており、ペルーのミイラにも葉が残っているものがあるが、怪我のために唾液と混ぜて局所麻酔薬として用いたのか、儀式的な目的があったのかは定かではない。1492年にスペイン人が南米を征服した際に、コカの葉の使用を廃止しようとしたが、原住民が主張する「葉が与える力」を見出したため合法化され、税金を課して販売される制度となった。また、葉を服用することで疲労感や空腹感を感じにくくなるため、鉱山労働者ほか多くの人々の間で広く使用されていた。
摂取によって「恐怖感を喪失させる」「疲労感を薄れさせる」「空腹感を薄れさせる」「眠気を忘れさせる」などの効果が得られるとして、ボリビアでは鉱山労働者などの重労働者がコカの葉を噛みながら仕事をする習慣がある。朝、入坑するときに頬いっぱいにコカの葉を詰め込み、そのエキスを飲むことで、鉱山崩落事故などの危険の恐怖を忘れ、疲労や空腹を癒しながら夕方まで（昼食もとらずに）働き続けることができると言われている。しかし、コカの葉の服用を継続的に行うことで、覚醒状態での注意力の欠如などにより、事故を誘発する原因となるとも考えられている。

### コカ茶
南米（特にペルーやボリビア）では、コカの葉は日常一般的に茶（茶外茶）に加工されて飲まれており、コカ茶と呼ばれる。ボリビアなどではハーブティー全般をマテと呼ぶので、コカ茶は「マテ・デ・コカ」（西: mate de coca）と呼ばれている。そこで2011年に、ボリビアなどからコカの葉は伝統的嗜好品であり、麻薬対象から除外するよう国際連合に申請があったが、アメリカ合衆国などは除外に反対している（麻薬戦争も参照）。なお、ボリビアはコカを麻薬指定する麻薬に関する単一条約からも一時脱退、自国内に限って噛む行為を認めさせる留保付きで再加盟した。
コカ茶は、一般には、コカの葉を干したもの数枚から数十枚を容器に入れた上で熱い湯を注ぎ、しばらく待ってから飲む。砂糖を入れて飲むことも多い。きわめて日常的な飲み物で、ティーバッグも売られている。カモミール（現地のスペイン語では、マンサニージャ(manzanilla)）と混合したティーバッグなども売られており、愛飲する人が多い。コカの成分による覚醒作用には「空腹を忘れさせる」という効果も含まれるため、コカ茶は食前よりも食後に飲まれることが多い。
また、ボリビアのラパス市（標高約4000メートル）やエチオピアなどの標高が高い地域では、旅行者が高山病に罹りやすいため、コカの葉を直接口に入れて噛んだり（この時に効果を補助するものとして石灰やピーナッツなどを一緒に噛むこともある）、コカ茶を飲むことによって、コカの成分を体内に取り入れて、高山病の症状（頭痛、内臓の不快感など）を対症療法で緩和させることもある。

### 成分のコカイン

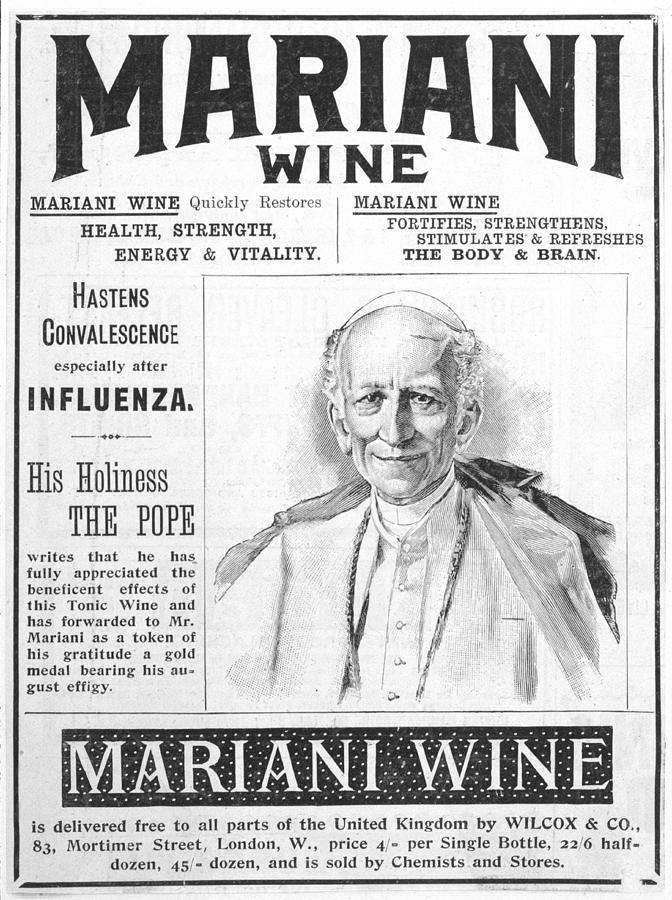
広告によれば、ローマ教皇のレオ13世は、考案者のマリアーニに対して感謝の念として金メダルを贈呈したとされる。

19世紀には成分のアルカロイドのコカインが、ドイツで単離され、1884年には局所麻酔薬として使用された。
1863年には、化学者のアンジェロ・マリアーニが、ビン・マリアーニというワインを開発した。これはコカの葉に含まれるコカインを、アルコールを溶媒として抽出したワインである。特にビン・マリアーニであり、コカインはワインの一般的な成分となり、教皇、王のような人々からの支持も得た。（なお21世紀の薬理学の知識では、アルコールとコカインが併用されると心臓に有害なコカエチレンとなる）
また当時のコカ・コーラには、コップ1杯に9mgのコカインが含まれていたが、1903年にはコカインは除去されるようになった。それ以降もこうした形のコカ葉エキスが使用されている。
抽出精製して作られるコカインは、濃縮して多く摂取できるため興奮作用が強い。このことによって、攻撃性が増したり薬物中毒によって幻覚や妄想を生る精神刺激薬精神病を生じることもある。
1920年代には、アメリカ合衆国での麻薬接種の主流はアンフェタミンへと移っていった。

### 法規制
コカの葉は、コカインの原料となることから、多くの国で麻薬として扱われ、使用・所持・販売が規制されている。日本など先進国の大半ではコカインによる危険性から、コカノキ、コカの葉を含めすべて麻薬・麻薬原料植物に定められ、栽培・持ち込み・流通が厳しく規制されている。

## コカの医療利用
原住民は胃腸の不調に用い、胃の痛みや、下痢など。また咀嚼することで口内炎の治療にも用いられる。